# أوسكار زاريت
أوسكار زاريت (بالإسبانية: Oscar Zarate)‏ هو فنان قصص مصورة ورسام توضيحي أرجنتيني، ولد في 1942 في الأرجنتين.